# Yankee Stadium
El Yankee Stadium es un recinto deportivo ubicado en el distrito de El Bronx, al norte de la ciudad de Nueva York, Estados Unidos. Acoge los partidos que disputan como locales los New York Yankees de las Grandes Ligas de Béisbol (MLB) y el New York City Football Club de la Major League Soccer (MLS) y tiene una capacidad para 54.251 espectadores.
Inaugurado en 2009, suplantó al estadio del mismo nombre que funcionó en el período 1923-2008, y estaba anexo al actual estadio en su parte sur.
En términos generales, el Yankee Stadium posee características que evocan al antiguo parque de béisbol, aunque un 63 por ciento más grande más varias incorporaciones modernas. Es el inmueble más caro jamás construido en la historia del béisbol; y el segundo recinto deportivo, a nivel mundial, detrás del Estadio de Wembley.
Otras secciones del estadio incluyen el Monument Park, localizado atrás del jardín central y sitio dedicado a la memoria de los mejores jugadores del club; el New York Yankees Museum, colección de objetos relativos a la historia de los Yankees y al béisbol; y el Great Hall, amplio espacio que aloja diversas tiendas y restaurantes. El boleto más caro, para ver un partido, se avaluó en 2.625 dólares. De hecho, el promedio del precio de una entrada para un juego de apertura de temporada, era el más alto de las mayores, llegando a los US$ 72,97. del 2009 a 2017.

## Historia
Aunque oficialmente el primer partido de la temporada fue el 16 de abril de 2009 frente a los Cleveland Indians, el equipo local tuvo su primer juego de pretemporada el 3 de abril también de 2009 ante los Chicago Cubs con victoria de 7–4. El lanzamiento ceremonial fue realizado por Reggie Jackson.
La inauguración del estadio tuvo la presencia de renombrados exjugadores de los Yankees como el mismo Reggie Jackson, Rickey Henderson y Rich Gossage. El lanzamiento ceremonial estuvo a cargo de Yogi Berra. Previo al inicio del juego, un bate utilizado por Babe Ruth en el día inaugural del antiguo parque de pelota fue ubicado en el home. Los lanzadores abridores fueron CC Sabathia por New York y Cliff Lee por Cleveland. El primer hit dentro de las instalaciones estuvo a cargo de Johnny Damon de los locales. También el primer home run fue logrado por Jorge Posada. Con todo, los Yankees perdieron el encuentro 2 carreras a 10. Asimismo, justo en el primer año de funcionamiento el recinto alojó una Serie Mundial y los locales se alzaron con el título.

## Comida en el estadio
El Yankee Stadium ofrece una amplia variedad de opciones gastronómicas para los aficionados. Cuenca con 25 puestos de concesión fijos y 112 móviles, que ofrecen desde hamburguesas hasta sushi y tacos. Además, hay opciones de comida para llevar a través de códigos QR y Uber Eats. Dentro del estadio se encuentra el Hard Rock Cafe, ubicado en la esquina de la calle 161 y la avenida River (Puerta 6). El restaurante abrió oficialmente el 30 de marzo de 2009 y permanece abierto todo el año para el público general, sin necesidad de boleto para un juego. 
Más allá del jardín derecho se encuentra NYY Steakhouse, un restaurante de carnes de alta calidad que ofrece cortes de carne USDA Prime añejados en seco, mariscos frescos y una extensa carta de vinos. El ambiente elegante incluye paredes de madera de Mozambique y elementos decorativos con temática de los Yankees. Durante la temporada, chefs famosos hacen apariciones especiales en los restaurantes del estadio, preparando platos exclusivos para los aficionados con asientos prémium.
Sobre el Monument Park se encuentra el Center Field Sports Bar, cuya fachada de vidrio oscuro sirve como fondo visual para los bateadores. Encima del jardín central se ubica el Mastercard Batter's Eye Deck, una terraza de 3,745 pies cuadrados con capacidad para hasta 250 personas. Este espacio es ideal para picnics, brunches y sesiones de autógrafos, ofreciendo vistas impresionantes del estadio. Además, el estadio cuenta con otras áreas sociales como la FreshDirect Terrace, Toyota Terrace, LG OLED Sports Lounge, Budweiser Party Decks, Pepsi Food Court, Stella Artois Landing, Michelob Ultra Clubhouse y Kona Bleachers Bar, cada una con su propia oferta culinaria y ambiente único. 

## Otros usos

### Fútbol
El Yankee Stadium es la sede del New York City Football Club, franquicia de la MLS propiedad del Manchester City y de los New York Yankees. La Concacaf prohíbe a NY City usar el Yankee Stadium en sus competencias.

### Fútbol americano universitario
El tazón universitario Pinstripe Bowl debutó después de la temporada 2010. Equipos de las conferencias Los Diez Grandes (Big Ten) y la Costa del Atlántico (Atlantic Coast Conference) que terminan como cuarto o quinto lugar en sus respectivas conferencias, se enfrentan a finales de diciembre.